# Distrito Clutha
South Otago o Distrito Clutha es el distrito más meridional de la región de Otago, en la Isla Sur de Nueva Zelanda. La población asciende a 17.172 habitantes. El centro administrativo de este distrito es la ciudad de Balclutha. Parte de la región de The Catlins se encuentra situada en territorios de este distrito.